# Mirs Bay
Mirs Bay är en vik i Hongkong (Kina). Den ligger i den nordöstra delen av Hongkong.